# Na In-woo
Na Jong-chan (en hangul, 나종찬; RR: Na Jong-chan), mejor conocido artísticamente como Na In-woo (hangul: 나인우; RR: Na In-u), es un actor y modelo surcoreano.

## Carrera
Desde el 2014 forma parte de la agencia "Cube Entertainment", Jong-chan fue el primer actor novato dirigido por la agencia. Previamente fue ex-aprendiz de la agencia JYP Entertainment.
En enero del 2015 se unió al elenco de la serie Shine or Go Crazy, donde interpretó a Se Won, un guardaespaldas y el hermano de Shin Yool (Oh Yeon-seo), la última princesa de Balhae.
El 25 de marzo del mismo año se unió al elenco de la película Twenty, donde dio vida a Dong Won, el hermano de Dong-woo (Lee Jun-ho). El 25 de julio de 2016 se unió al elenco principal de la serie Spark (스파크), donde interpretó a Yoon Ga-on.Ese mismo año apareció en la serie Cinderella with Four Knights, donde dio vida a Joon Soo, un amigo de Kang Hyun-min (Ahn Jae-hyun) que se interesa por Park Hye-ji (Son Na-eun).
En noviembre del mismo año se unió al elenco recurrente de la serie Golden Pouch, donde interpretó a Yoon Ji-sang, un miembro de la familia de Yoon Joon-sang (Lee Seon-ho).
En enero del 2019 se unió al elenco recurrente de la serie Best Chicken, donde dio vida a Lee Jin-sang, un popular artista de webtoon cuya disputa con Seo Bo-ah (Kim So-hye) sobre los derechos de propiedad, lleva a Bo-ah a ser excluida de la comunidad. Ese mismo año apareció en la serie Home for Summer, donde interpretó a Jang Won Joon, un actor de Wang Geum-joo (Na Hye-mi).
En octubre del mismo año se unió al elenco recurrente de la serie Unasked Family (también conocida como "Down the Flower Path"), donde dio vida a Nam I-nam, el cuñado de Kang Yeo-won (Choi Yoon-so), hasta ahora. El 22 de noviembre del mismo año se unió al elenco principal de la serie Yeonnam Family donde interpretó a Yoo Gwon, hasta el final el 14 de diciembre del mismo año.
En diciembre de 2020 se unió al elenco recurrente de la serie Mr. Queen (también conocida como "Queen Cheorin"), donde dio vida a Kim Byung-in, el hijo adoptivo de Kim Jwa-geun (Kim Tae-woo), quien está secretamente enamorado de la reina Kim So-yong.
El 4 de marzo de 2021 se anunció que estaba en pláticas para reemplazar al actor Ji Soo como On-dal en la serie River Where the Moon Rises. Aunque un día después se confirmó que a partir del noveno episodio se uniría al elenco principal de la serie, poco después se anunció que su primera aparición sería a partir del séptimo episodio. Más tarde se confirmó que In-woo filmaría los primeros episodios, por lo que dio vida a On-dal, un joven que se convierte en guerrero para proteger a la mujer que ama, la princesa Pyeonggang (Kim So-hyun), desde el primer episodio hasta el final de la serie el 20 de abril del mismo año. Por su interpretación In-woo recibió muy buenas críticas.
En junio del mismo año se unió al elenco recurrente de la serie At A Distance Spring Is Green, donde dio vida a Yeo Joon-wan, el hermano mayor de Yeo Joon (Park Ji-hoon).
El 31 de diciembre del mismo año se unió al elenco de la serie Her Bucket List (también conocida como "That Woman's Bucket List"), donde interpretó a Kang Han-sol.En diciembre del mismo año se anunció que estaba en pláticas para unirse al elenco principal de la serie Today’s Webtoon, la cual es el remake de la serie japonesa Sleepeeer Hit!.
En 2022 se unirá al elenco principal de la serie Jinx's Lover, donde dará vida a Gong Soo-kwang.El 22 de marzo del mismo año, se anunció que se había unido al elenco de la serie Cleaning Up donde interpretará a Doo-young, un estudiante que alquila una habitación en la casa de Eo Young-mi mientras está en proceso de obtener su doctorado.

## Filmografía

### Series de televisión
| Año     | Título                        | Personaje      | Notas        | Ref.                 |
| ------- | ----------------------------- | -------------- | ------------ | -------------------- |
| 2014    | Glorious Day                  | -              |              |                      |
| 2015    | Shine or Go Crazy             | Se Won         | 24 episodios |                      |
| 2015    | My Love Eun Dong              | -              |              |                      |
| 2015    | Mom                           | Park Dae-ryong |              |                      |
| 2016    | Spark                         | Yoon Ga-on     | 12 episodios |                      |
| 2016    | Cinderella with Four Knights  | Joon Soo       | Ep. 12       |                      |
| 2016-17 | Golden Pouch                  | Yoon Ji-sang   |              |                      |
| 2018    | It's Okay To Be Sensitive     | Ji-ho          | 12 episodios |                      |
| 2019    | Best Chicken                  | Lee Jin-sang   |              |                      |
| 2019    | Home for Summer               | Jang Won-joon  |              |                      |
| 2019    | Yeonnam Family                | Yoo Gwon       | 8 episodios  |                      |
| 2019-20 | Unasked Family                | Nam I-nam      |              |                      |
| 2020    | Mystic Pop-Up Bar             | Kim Won-hyung  |              |                      |
| 2020-21 | Mr. Queen                     | Kim Byung-in   |              | [ 18 ]               |
| 2021    | River Where the Moon Rises    | On Dal         | 20 episodios | [ 19 ]               |
| 2021    | At A Distance Spring Is Green | Yeo Joon-wan   |              | [ 20 ]               |
| 2021    | Her Bucket List               | Kang Han-sol   | 10 episodios |                      |
| 2022    | Jinx's Lover                  | Gong Soo-kwang |              | [ 21 ] [ 22 ] [ 23 ] |
| 2022    | Cleaning Up                   | Doo-young      |              |                      |
| 2022    | Curtain Call                  |                | Cameo        | [ 24 ]               |
| 2023    | Echándote de menos            | Oh Jin-sung    |              | [ 25 ] [ 26 ] [ 27 ] |
| 2024    | Cásate con mi esposo          | Yoo Ji-hyuk    | 16 episodios | [ 28 ] [ 29 ]        |
| 2025    | Motel California              | Cheon Yeon-soo |              | [ 30 ] [ 31 ]        |

### Películas
| Año  | Título  | Personaje | Notas                                                                               | Ref.   |
| ---- | ------- | --------- | ----------------------------------------------------------------------------------- | ------ |
| 2015 | Twenty  | Dong Won  | junto a Kim Woo-bin, Lee Jun-ho, Kang Ha-neul, Jung So-min, Min Hyo-rin y Lee Yu-bi |        |
| TBA  | Similar | -         |                                                                                     | [ 32 ] |

### Programas de variedades
| Año  | Título                    | Función  | Ref.          |
| ---- | ------------------------- | -------- | ------------- |
| 2021 | Radio Star                | invitado | [ 33 ]        |
| 2022 | 2 Days & 1 Night Season 4 | miembro  | [ 34 ] [ 35 ] |

### Presentador
| Año  | Evento                           | Función                  | Ref.   |
| ---- | -------------------------------- | ------------------------ | ------ |
| 2021 | The Fact Music Awards (2021 TMA) | presentador de categoría | [ 36 ] |

### Eventos
| Año  | Título                  | Notas |
| ---- | ----------------------- | ----- |
| 2021 | 2021 Asia Artist Awards |       |

### Musical
| Año         | Título                    | Personaje | Notas |
| ----------- | ------------------------- | --------- | ----- |
| 2013 - 2015 | Flower Boy Vegetable Shop | Ji-hwan   |       |

### Revistas / sesiones fotográficas
| Año  | Título           | Ref.                 |
| ---- | ---------------- | -------------------- |
| 2021 | W Magazine       | [ 37 ]               |
| 2021 | Singles Magazine | [ 38 ] [ 39 ] [ 40 ] |

## Premios y nominaciones
| Año  | Premio                         | Categoría                               | Trabajo                    | Resultado |
| ---- | ------------------------------ | --------------------------------------- | -------------------------- | --------- |
| 2015 | MBC Drama Award                | Best New Actor in a Serial Drama        | Mom                        | Nominado  |
| 2021 | KBS Drama Award                | Best New Actor                          | River Where the Moon Rises | Ganó      |
| 2021 | KBS Drama Award                | Best Couple Award (junto a Kim So-hyun) | River Where the Moon Rises | Ganaron   |
| 2021 | 2021 Asia Artist Award         | AAA New Wave (Actor)                    | -                          | Ganó      |
| 2021 | 48th Korean Broadcasting Award | Popularity Award – Actor                | River Where the Moon Rises | Nominado  |
| 2021 | 57th Baeksang Arts Award       | Best New Actor                          | River Where the Moon Rises | Nominado  |